# Annie Kenney
Pour les articles homonymes, voir Kenney.
Annie Kenney, née le 13 septembre 1879 à Springhead (Saddleworth, Yorkshire), en Angleterre et morte le 9 juillet 1953, est une suffragette britannique.

## Biographie

### Jeunesse
Annie nait à Springhead (Saddleworth, Yorkshire) le 13 septembre 1879. Elle est la quatrième fille des douze enfants de Nelson Horatio Kenney (1849-1912) et Anne Wood (1852-1905). La famille est pauvre et Annie doit travailler à l'usine de filature de coton dès l'âge de 10 ans, à temps partiel de 6 heures à 12h30 d'abord, en allant à l'école, puis à temps plein, à partir de 13 ans, de 6 heures du matin à 17h30. Elle est « assistante tisseuse », son travail consistant à remplir les bobines et à réparer les fils cassés. Lors d'une de ces opérations, un de ses doigts est arraché par une bobine. Elle travaillera à l'usine pendant 15 ans, s'impliquant dans les activités syndicales et poursuivant son éducation elle-même. Elle incite ses collègues à étudier la littérature, en s'inspirant des publications de Robert Blatchford du journal The Clarion,.

### Militante

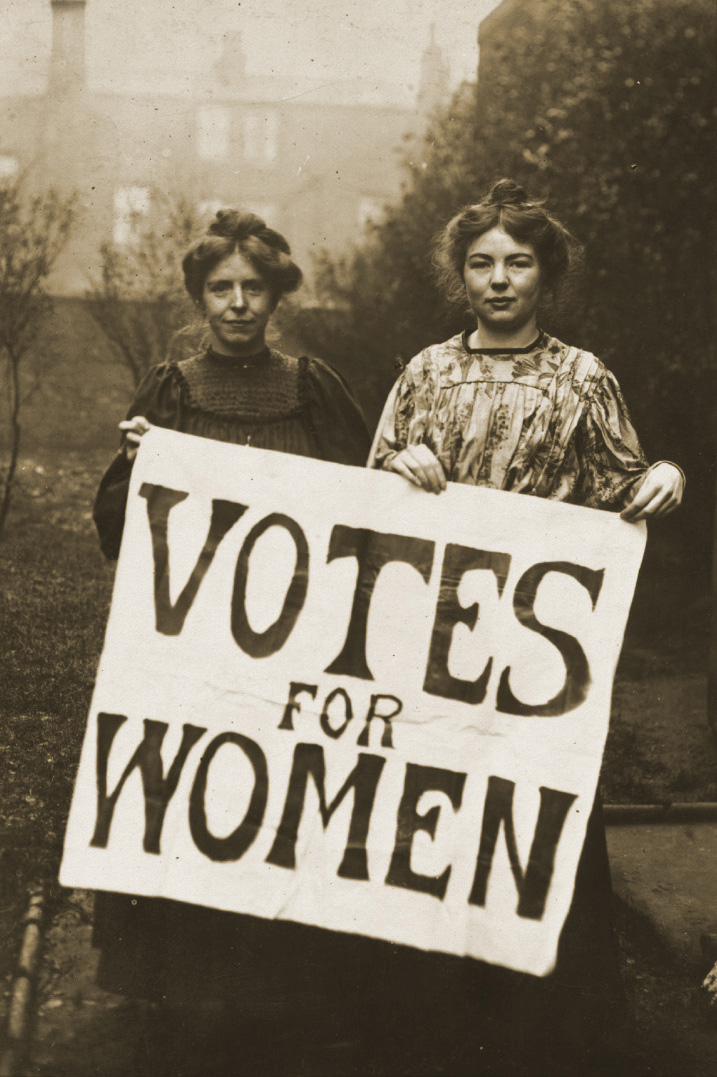
Les suffragettes britanniques Annie Kenney (g.) et Christabel Pankhurst manifestent pour le droit de vote des femmes, circa 1908.

Après avoir assisté à une conférence de Christabel Pankhurst, donnée à l'Oldham Clarion Vocal Club en 1905, Annie commence à militer au sein de la Women's Social and Political Union (WSPU). Lors d'un rallye libéral au Free Trade Hall de Manchester, en octobre de la même année, Annie et Christabel interrompent un meeting politique pour demander à Winston Churchill et Edward Grey s'ils pensent que les femmes devraient avoir le droit de vote. Elles déplient une banderole « Vote pour les femmes » et crient pour répondre aux questions des deux politiciens. Elles sont jetées hors du meeting et arrêtées pour obstruction et agression sur agent. Annie est emprisonnée durant 3 jours, Christabel durant 7 jours. Emmeline Pankhurst écrira plus tard dans son autobiographie que « c'était le début d'une campagne encore inédite en Angleterre, ou dans n'importe quel autre pays… nous avons interrompu de nombreux meetings… et nous avons été violemment rejetées et insultées. Souvent, nous avons été meurtries et blessées ».
Annie est la seule ouvrière à avoir atteint le haut de la hiérarchie de la WSPU, devenant directrice-adjointe en 1912.
Elle participe à d'autres actions militantes, est arrêtée près de 13 fois, fait des grèves de la faim et de la soif et subit plusieurs gavages forcés lors de ses passages en prison. Mais elle est déterminée à confronter les autorités et pointe du doigt l'injustice du Cat and Mouse Act (« Loi du Chat et de la Souris », c'est ainsi que les journalistes anglais surnommèrent la loi de 1913 pour la « Libération temporaire pour maladie »). En janvier 1914, tout juste sortie de prison et très faible, elle assiste à une réunion présidée par Norah Dacre Fox, secrétaire générale de la WSPU. Le Times rapporte l'épisode dans ses colonnes :

« Mlle Kenney est amenée à la réunion dans une ambulance à chevaux; elle est portée sur une civière, qui est montée sur la scène et placée sur deux chaises. Elle lève sa main droite, secoue un mouchoir et gît immobile sous une couverture, observant le public. Un peu plus tard, son autorisation sous la loi « Cat and Mouse » est mise en vente. Mme Dacre Fox annonce qu'une offre à £15 a déjà été faite, la suivante atteint £20, puis l'autorisation est vendue à £25. Peu après, Mlle Kenney est ramenée à l'ambulance. Des policiers sont présents, mais aucun ne tente d'arrêter Mlle Kenney à nouveau, même si son autorisation a expiré. »

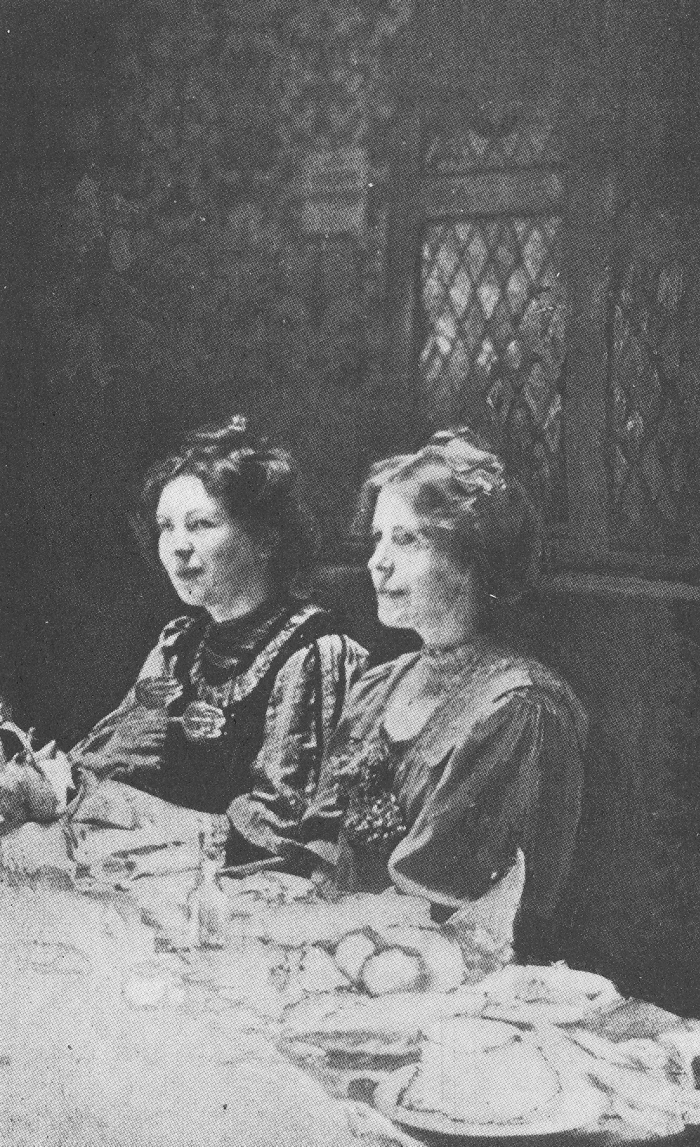
Annie Kenney et Christabel Pankhurst, vers 1911.

 En 1912, Emmeline Pankhurst et d'autres leaders de la WSPU sont emprisonnées et Christabel s'enfuit en France, Annie reprend alors la branche londonienne de l'organisation.
Au début de la Première Guerre mondiale, Emmeline suspend le militantisme des suffragettes et demande aux femmes de prendre part à l'effort de guerre en reprenant les postes des hommes mobilisés au front. Pendant l'automne 1915, Annie accompagne Emmeline, Flora Drummond, Norah Elam et Grace Roe dans les régions des Galles du Sud, des Midlands et de Clydeside pour une tournée de « recrutement » et de conférence pour encourager les syndicalistes à supporter l'effort de guerre.

### Mariage
Trente ans après que le droit de vote des femmes au Royaume-Uni a enfin été accordé, en 1918, Annie, épuisée physiquement et mentalement, se retire presque entièrement de la vie politique. En convalescence en Écosse, elle rencontre James Taylor qu'elle épouse en avril 1920. En 1921, elle donne naissance à son seul enfant, Warwick Kenney-Taylor. En 1923, la famille quitte Londres et s'installe à Letchworth Garden City, dans le Hertfordshire, Annie y écrit ses mémoires, publiés en 1924 : Mémoires d'une militante.
En 1923, Annie est atteinte de diabète, et elle meurt des suites d'un infarctus le 9 juillet 1953, à 73 ans, à l'hôpital de Hitchin.